# Mark Richardson
Mark Ashton Richardson (ur. 26 lipca 1972 w Slough) – brytyjski lekkoatleta, sprinter.
Richardson jest brązowym medalistą mistrzostw świata juniorów w 1990 (Płowdiw) oraz mistrzostw Europy w 1998 (Budapeszt) w biegu na 400 metrów, jednak większość jego osiągnięć związana jest z brytyjską sztafetą 4 × 400 metrów:
- brąz podczas igrzysk olimpijskich (Barcelona 1992)
- srebrny medal igrzysk olimpijskich (Atlanta 1996)
- złoty medal mistrzostw świata (Ateny 1997) – po dyskwalifikacji za doping pierwszych na mecie Amerykanów
- złoto mistrzostw Europy (Budapeszt 1998)
- 5 zwycięstw z rzędu w Pucharze Europy (1995-1999, w 1995, 1998 oraz 1999 wygrał również indywidualnie - w biegu na 400 metrów)

## Rekordy życiowe
- bieg na 100 m - 10,35 (1998)
- bieg na 200 m - 20,62 (1997)
- Bieg na 300 m - 31,87 (1998)
- bieg na 400 m - 44,37 (1998)

Wynik uzyskany przez brytyjską sztafetę (Iwan Thomas, Jamie Baulch, Mark Richardson oraz Roger Black) podczas igrzysk w Atlancie (2:56,60) był do 2024 rekordem Europy.